# Museum Koenig

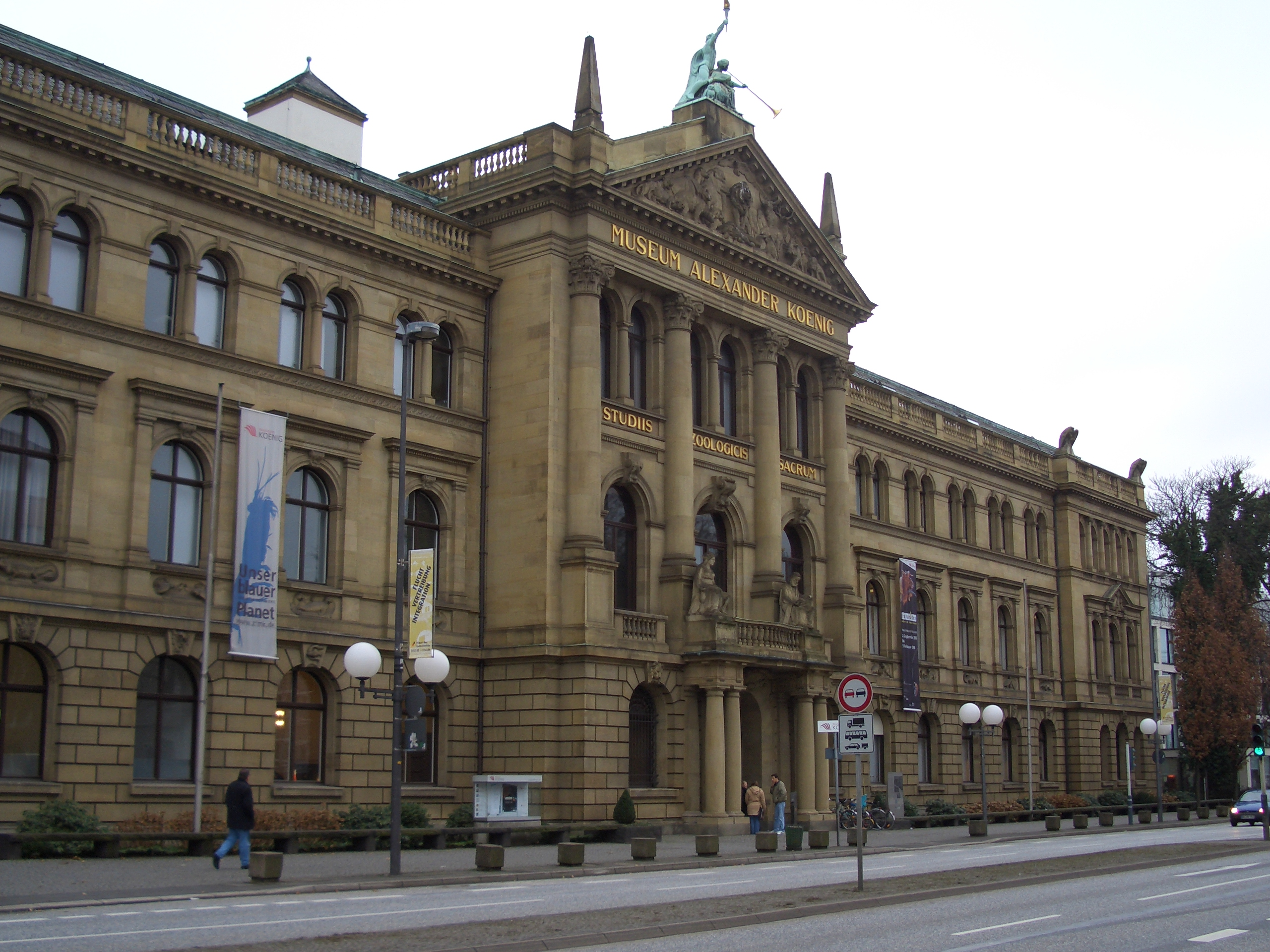
Ingang van het museum

Museum Koenig is een zoölogisch museum en onderzoeksinstituut in de Duitse stad Bonn. De Duitse naam is Zoologisches Forschungsmuseum Alexander Koenig.
Het museum is opgericht door en vernoemd naar de Duitse en uit Bonn afkomstige ornitholoog Alexander Koenig (1858-1940). Het museum heeft onder meer een vlinder- en een kevercollectie en verschillende skeletten van dieren, waaronder die van een dwergvinvis.